# Joazhifel Soares
Joazhifel Soares da Cruz Sousa Pontes (sinh ngày 19 tháng 1 năm 1991), là một cầu thủ bóng đá người São Tomé và Príncipe thi đấu ở vị trí tiền vệ. Anh có biệt danh là Joazhifel, thỉnh thoảng anh được gọi là Jocy.

## Tiểu sử
Anh sinh ra ở thủ đô São Tomé.
Joazhifel bắt đầu thi đấu bóng đá, đầu tiên cùng với Vitória FC năm 2011, mùa giải mà câu lạc bộ thành công, sau đó là Sporting Praia Cruz năm 2013. Anh trở lại Vitória Riboque năm 2014 và mang số áo 30.